# 太湖粘体虫
太湖粘体虫（学名：Myxosoma taihuensis）为粘体科粘体虫属的动物。在中国，分布于江苏等，营寄生生活，寄生在鲢的腹肌。